# 董利翔
董利翔（1949年—），汉族，中华人民共和国政治人物、第十一届全国政协委员。
担任香港汉彩投资有限公司董事长。2008年，当选第十一届全国政协委员，代表特别邀请人士，分入第五十八组。并担任港澳台侨委员会专委。